# Imnaha
Imnaha az Amerikai Egyesült Államok északnyugati részén, Oregon állam Wallowa megyéjében elhelyezkedő önkormányzat nélküli település,, Oregon legkeletibb lakott helysége.

## Története
Nevének jelentése „Imna által kezelt terület” (Imna egy indián altörzsfőnök volt). A posta már 1885-től működött, azonban a helység csak 1901-ben jött létre.

## Éghajlat
A település éghajlata mediterrán (a Köppen-skála szerint Csb).

## Nevezetes személy
- Eugene Pallette, színész[5]

## Fordítás
- Ez a szócikk részben vagy egészben  az   Imnaha, Oregon című angol Wikipédia-szócikk ezen változatának fordításán alapul.  Az eredeti cikk szerkesztőit annak laptörténete sorolja fel. Ez a jelzés csupán a megfogalmazás eredetét és a szerzői jogokat jelzi, nem szolgál a cikkben szereplő információk forrásmegjelöléseként.